# 本田ななか
本田 ななか（ほんだ ななか、2001年6月29日 - ）は、日本の女子キックボクサー。福岡県福岡市出身。TRY HARD GYM所属。現KROSS×OVER PRO-KICK 女子フライ級王者。

## 経歴
2023年8月13日、KROSS×OVER.22で片岡真秀に判定勝ち。
2023年10月22日、KROSS×OVER.23で小笠原綾子と対戦し、判定勝ち。
2023年12月17日、KROSS×OVER.24で行われた女子フライ級初代王座決定トーナメント決勝戦で登島優音と対戦し、判定勝ちで王座獲得。
2024年5月12日、RISE EVOL.12で花田麻衣と対戦し、判定勝ち。
2024年10月20日、RISE182で夢空と対戦予定だったが、減量による体調不良で公式計量を行えず失格となった。
2025年1月17日、ONE Friday Fights 94でゲオタと対戦予定だったが、ドクターストップで欠場。
2025年6月20日、ONE Friday Fights 113でザイネブ・タンジと対戦予定。

## 戦績
| キックボクシング 戦績 | キックボクシング 戦績 | キックボクシング 戦績 | キックボクシング 戦績 | キックボクシング 戦績 | キックボクシング 戦績 | キックボクシング 戦績 |
| --------------------- | --------------------- | --------------------- | --------------------- | --------------------- | --------------------- | --------------------- |
| 5 試合                | (T)KO                 | 判定                  | その他                | 引き分け              | 無効試合              |                       |
| 4 勝                  | 0                     | 4                     | 0                     | 0                     | 0                     |                       |
| 1 敗                  | 0                     | 0                     | 1                     | 0                     | 0                     |                       |

| 勝敗 | 対戦相手         | 試合結果          | 大会名                                                              | 開催年月日     |
| -    | ザイネブ・タンジ | 試合前            | ONE Friday Fights 113                                               | 2025年6月20日  |
| ×    | 夢空             | 不戦敗            | RISE 182                                                            | 2024年10月20日 |
| ○    | 花田麻衣         | 3分3R終了 判定3-0 | RISE EVOL.12                                                        | 2024年5月12日  |
| ○    | 登島優音         | 2分3R終了 判定3-0 | KROSS×OVER.24 【KROSS×OVER 女子フライ級王座決定トーナメント決勝】   | 2023年12月17日 |
| ○    | 小笠原綾子       | 2分3R終了 判定3-0 | KROSS×OVER.23 【KROSS×OVER 女子フライ級王座決定トーナメント準決勝】 | 2023年10月22日 |
| ○    | 片岡真秀         | 2分3R終了 判定2-1 | KROSS×OVER.22 【KROSS×OVER 女子フライ級王座決定トーナメント1回戦】  | 2023年8月13日  |

## 獲得タイトル
- KROSS×OVER 女子フライ級王座